# Radix
Radix é um romance de ficção científica escrito pelo autor norte-americano Alfred Angelo Attanasio. O livro foi publicado em 1981, e indicado no mesmo ano ao Prêmio Nebula na categoria de melhor romance. É o primeiro dos quatro livros que compõem a Tetralogia Radix, seguido por In Other Worlds, de 1984.
O romance narra a odisseia de autodescoberta de um jovem, de adolescente conflituoso a guerreiro, de pária a semideus, em uma Terra dramaticamente transformada, em um futuro distante.
Todos os livros da tetralogia foram relançados pela editora Phoenix Pick, uma divisão da Arc Manor Publishers, nos formatos de capa dura e livro de bolso.

## Personagens

### Alter egos de Sumner Kagan
- Sumner Kagan: O herói do romance, um jovem rebelde e obeso, proveniente de uma família monoparental e disfuncional. Pai de Corby.
- Eth: Um dos alter egos de Sumner Kagan, um ser poderoso criado por acidente pelos medos do Delph.
- Face de Lótus: O nome que a tribo Serbota dá a Sumner Kagan por causa de uma cicatriz facial na forma de lótus.
- Sugarat: Uma das identidades alternativas de Sumner Kagan, um vigilante improvável que busca uma vingança brutal em gangues locais que afetaram negativamente a sua vida de alguma forma.[1]

### Companheiros de Sumner
- Corby: Um voor, filho de Jeanlu e Sumner Kagan. Eventualmente, ele insere sua mente no corpo de Sumner Kagan.
- Nefandi: Um homem artificial produzido por eo através de bioengenharia. Serve a uma divindade conhecida por Delph em troca de um estimulador cerebral sem drogas chamado Coobla.
- Dice: Um prisioneiro em uma prisão militar denominada Meat City, que faz amizade com Sumner Kagan.
- Ardent Fang: Um membro da tribo mutante Serbota.
- Drift: Um né, também um membro da tribo Serbota e um ser sem gênero com habilidades telepáticas.[1]

### Personagens secundários
- Zelda: A mãe de Sumner Kagan, que ganha a vida como guia espiritual.
- Johnny Yesterday: Um hóspede da casa da mãe de Sumner Kagan. Um homem velho cujas mutações genéticas lhe permitem vasculhar as mentes profundamente; às vezes, estas habilidades se manifestam telequinéticamente.
- Jeanlu: Uma voor, que vive nas salinas de Rigalu. Mãe de Corby.
- Broux: O comandante de Meat City que treina Sumner Kagan.
- Bonescrolls: Um ser longevo que já teve muitos corpos diferentes. Possui poderosas habilidades mutantes e é um protetor da tribo Serbota.[1]

### O Delph
- O Delph: Uma divindade cujas poderosas habilidades mentais estão diminuindo.
- Jac Halevy-Cohen: Um mutante de épocas passadas, cujas habilidades mentais o fazem evoluir para o Delph.[1]